# Parco naturale Puez-Odle
Il parco naturale Puez-Odle (Naturpark Puez-Geisler in tedesco) è un'area naturale protetta che racchiude principalmente due gruppi montuosi: il gruppo del Puez e il gruppo delle Odle, entrambi appartenenti alle Dolomiti di Gardena nelle Dolomiti. Istituita nel 1978 e poi ampliata nel 1999 con l'annessione della zona di Rasciesa (facente parte del comune di Ortisei), l'area protetta è delimitata a ovest dalla valle Isarco, a nord dalla val Pusteria, a est dalla val Badia e a sud dalla val Gardena.

## Descrizione
L'intero gruppo Puez-Odle racchiude in sé a nord la Plose e il monte Gabler (che in realtà non rientrano nel parco) e il Sass de Putia (2.875 m), a sud ovest il gruppo delle Odle con il sottogruppo di Rasciesa, dove si trovano le cime più alte come la Furchetta e il Sass Rigais, entrambe di 3.025 m. A sud est si trova invece il gruppo del Puez, a sua volta suddiviso col gruppo dello Stevìa, i sottogruppi Sassongher, Gran Cir-Vallunga, dove la cima più alta è il Piz de Puez (2.913 m). Il parco è attraversato da nord a sud dall'Alta via n. 2.

### Geologia
I gruppi facenti parte del Parco Puez - Odle, formati in milioni di anni per sedimentazioni stratificate successive, mostrano una varietà geologica eccezionale. Il basamento delle Dolomiti è costituito da porfidi e filladi, rocce caratteristiche della zona di Plose.
Sopra ad esso si è formato un deposito di arenaria, che affiora e risulta ammirabile nei pressi del Sass de Putia.
Il sedimento successivo è quello del bellerophon, dal nome dell'omonimo gasteropode presente nell'antichissimo oceano Tetide, le cui conchiglie hanno formato uno strato che in alcuni punti raggiunge anche lo spessore di qualche centinaio di metri. Questi sedimenti si notano nella zona del Sass de Putia, nelle Odle di Eores ed a Funes.
Su questo sedimento poggia la formazione di Werfen, uno strato caratteristico del territorio formato dalla sedimentazione di microrganismi marini, materiali terrosi e rocciosi di varia natura. La formazione di Werfen affiora nella zona che da Longiarù arriva a Juac.
La dolomia, la roccia caratteristica di questa regione, poggia sulla formazione di Werfen. Nella zona del parco si segnala la dolomia dello Sciliar, che forma nella zona delle Odle di Funes diversi pinnacoli e torri. La dolomia principale, più chiara, si riscontra invece a Crespeina, nella Gherdenacia ed intorno al Puez: caratteristica di questa roccia è la tendenza al carsismo per cui numerosi sono gli inghiottitoi ed i crepacci.
La formazione di Raibl è il deposito che poggia sulla dolomia. È un sedimento ricco di fossili ed è caratterizzato da cromie particolari che risaltano visivamente nel panorama. Grazie alla sua impermeabilità protegge la dolomia sottostante e forma anche zone ricche di sorgenti, come nella Vallunga.
Gli ultimi sedimenti sono quelli del Giurassico e del Cretaceo, anch'essi ricchi di fossili. Alcune formazioni caratteristiche visibili nel gruppo del Puez, quali il Col de Muntijela ed il Col de la Soné, sono costituiti da questi sedimenti, caratterizzati da colorazioni variabili dal rosso al verde.

### Valli
All'interno del parco le valli degne di nota sono: Vallunga, val Chedul, val di Lietres, val Culea, val Scura.

### Laghi
Lago di Campaccio

### Comuni
Fanno parte del parco i territori dei comuni di Funes, Ortisei, Santa Cristina Valgardena, Selva di Val Gardena, Corvara in Badia, Badia e San Martino in Badia

## Ambiente

### Flora
La flora del parco è ricca e variegata.
I boschi sono presenti soprattutto sul limitare nord del parco, con il pino cembro ed il larice come essenze principali.
Rimarchevole è anche il bosco rado della Vallunga, costituito da abeti rossi, larici e pini cembri. Il sottobosco è costituito prevalentemente da fior di stecco, dafne rosea e erica carnea. Laddove il bosco inizia a diradarsi primeggia il pino mugo con il suo aspetto contorto, spesso abbinato al rododendro.

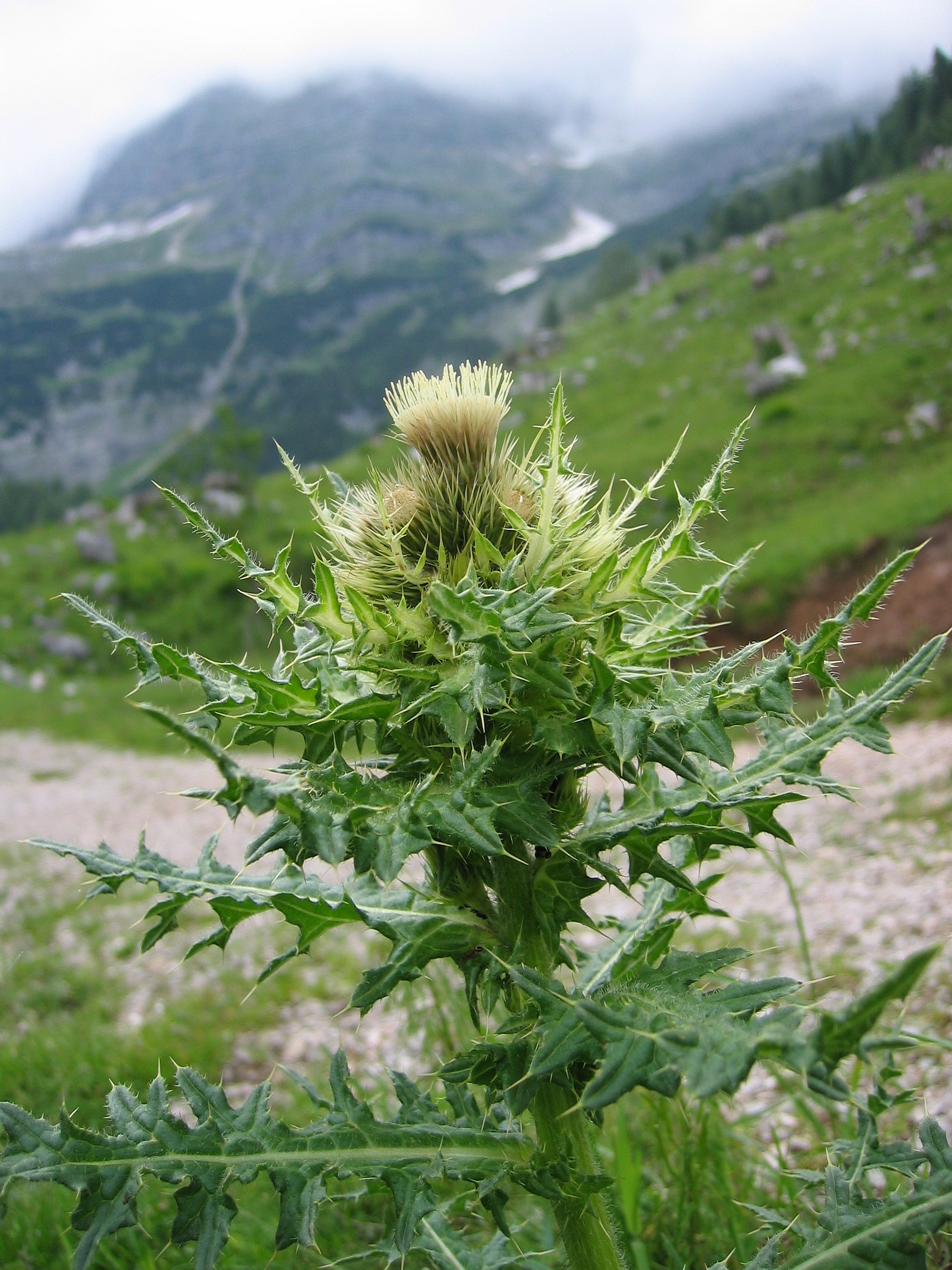
Il cardo spinosissimo

Nei prati montani in primavera campeggiano le fioriture della pulsatilla, della soldanella, della primula farinosa e del croco. A queste si sommano quelle dell'aconito, dell'elleboro bianco, del cardo spinosissimo, della genziana punteggiata, dell'achillea millefoglie, dell'arnica e del colchico. In Vallunga sono presenti anche il rododendro nano, le scarpette di Venere (o scarpette della Madonna), il giglio martagone ed il giglio rosso.

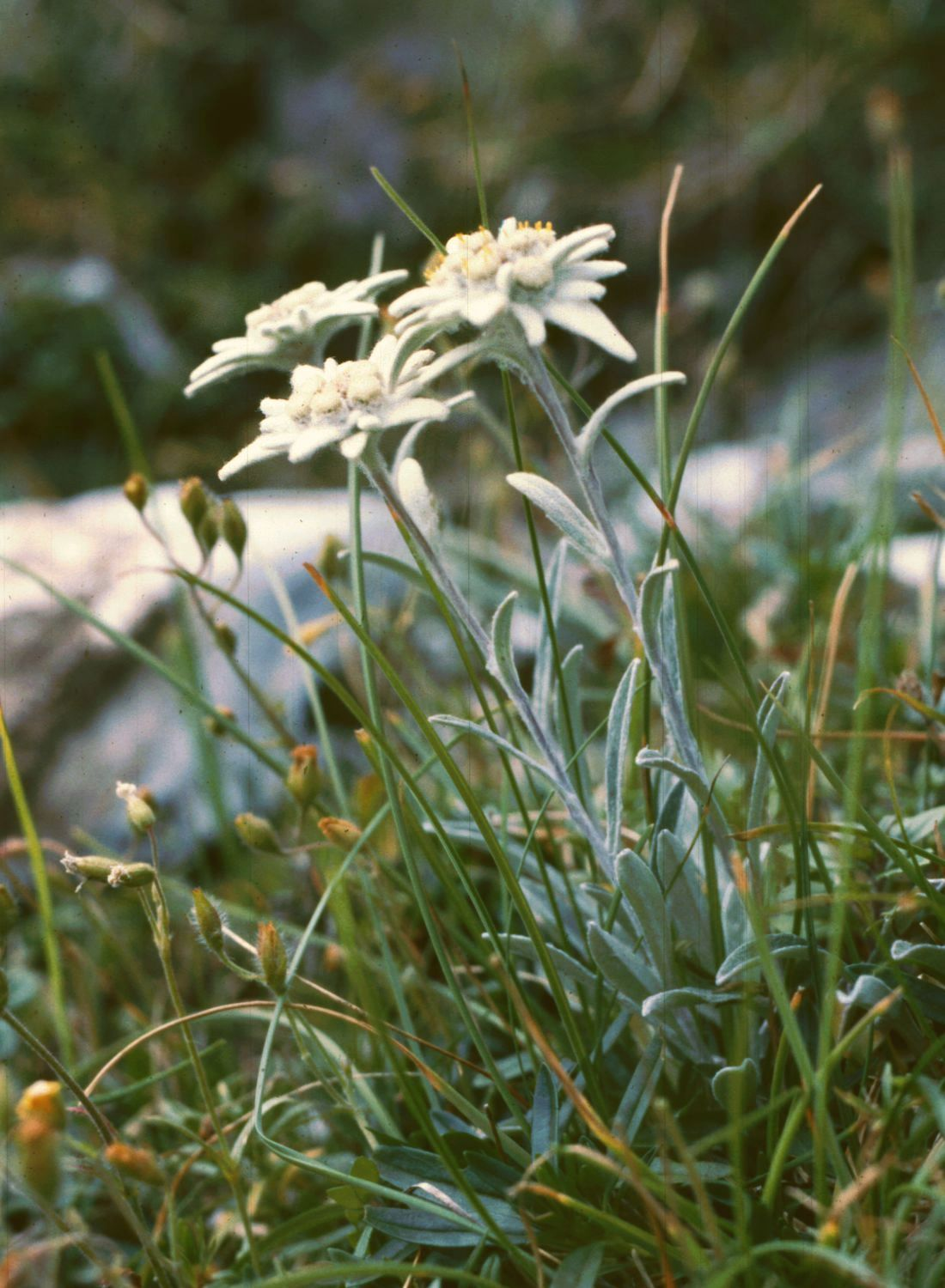
La stella alpina

In alta quota, dove il vento e le condizioni atmosferiche rendono possibile solo lo sviluppo di una flora radente al suolo, vegetano prevalentemente il carice e la sesleria comune; nei luoghi più riparati dal vento si trova anche la famosa stella alpina, il fiore simbolo delle Alpi. Nelle fessure delle rocce si trovano invece la genziana, le sassifraghe ed alcune primule.

### Fauna

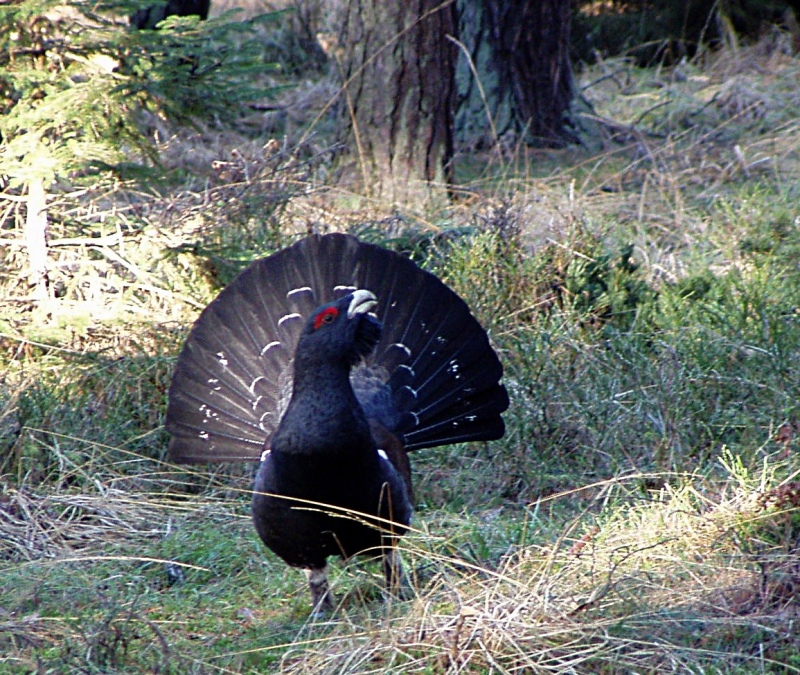
Un gallo cedrone maschio

La fauna del parco è ricca quanto la sua flora. Il cervo frequenta la parte settentrionale del parco mentre il camoscio tende a risiedere nella Vallunga e nelle Odle di Funes. Il capriolo si può osservare sui pendii intorno alla Malga di Zannes.
In Vallunga si osserva il gufo reale e si può sentire il verso del gallo cedrone. Sui prati montani nidificano uccelli come il fringuello alpino, il culbianco, lo spioncello ed il codirosso spazzacamino. Sulle cime più alte volano i gracchi alpini, i corvi imperiali e, rara ma presente, l'aquila reale. Nelle zone boschive più riparate e tranquille non è difficile incontrare un marasso, una vipera ritenuta non mortale per l'uomo. Nei piccoli laghetti sono presenti il tritone alpino, la salamandra alpina e la lucertola vivipara

## Turismo

### Principali rifugi
- Rifugio Firenze (m. 2039);
- Rifugio Genova (m. 2301);
- Rifugio Puez (m. 2475);
- Rifugio Gardenaccia (m. 2050);
- Rifugio Stevìa (m. 2312);
- Rifugio Malga Brogles (m. 2045).

Il gruppo è meta di molti escursionisti ed alpinisti, perché offre dalle vie ferrate alle scalate di modesta, media ed estrema difficoltà, oltre a passeggiate escursionistiche di particolare interesse, come ad esempio la "via delle Odle" (in tedesco Adolf Munekl-Weg), il sentiero che passa alla base settentrionale del gruppo delle Odle.

### Centro visite
Il centro visite del parco ha sede a Santa Maddalena. Aperto dal dicembre del 2009, è gestito dalla provincia di Bolzano.

### Sentiero natura
All'interno del parco, nei pressi della malga Zannes c'è uno speciale sentiero, il sentiero natura, percorribile anche dai disabili in sedia a rotelle. Il breve percorso di tre chilometri (pendenza massima 8%), accerchia un recinto di cervi, daini e caprioli, e attraverso 14 tabelle illustrate, spiegano la flora e la fauna del parco naturale, anche in carattere braille (effettuate dal "centro ciechi San Raphael" di Bolzano).

## Galleria d'immagini

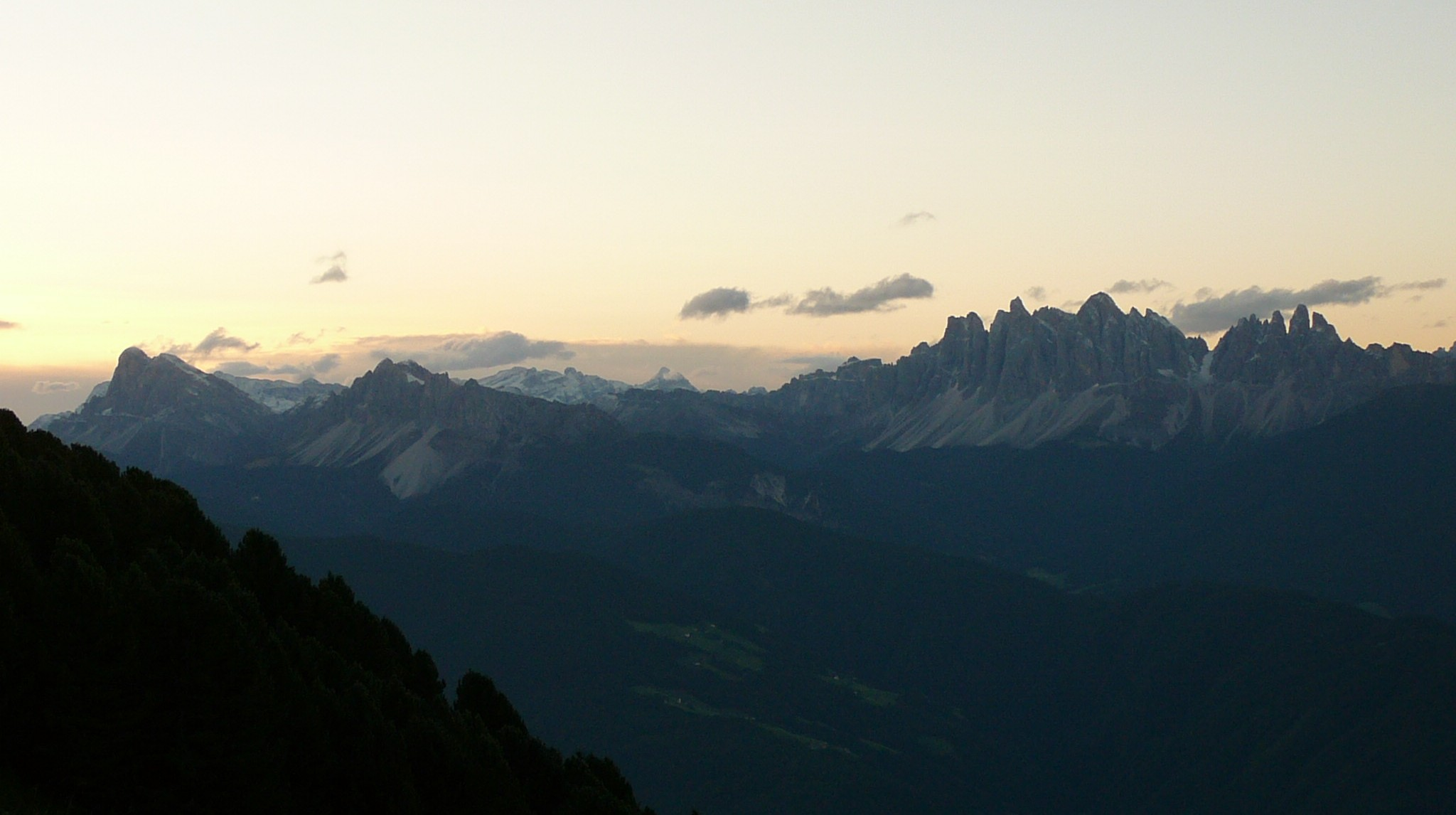
L'alba sul Sass de Putia e sul gruppo delle Odle dal monte Pascolo
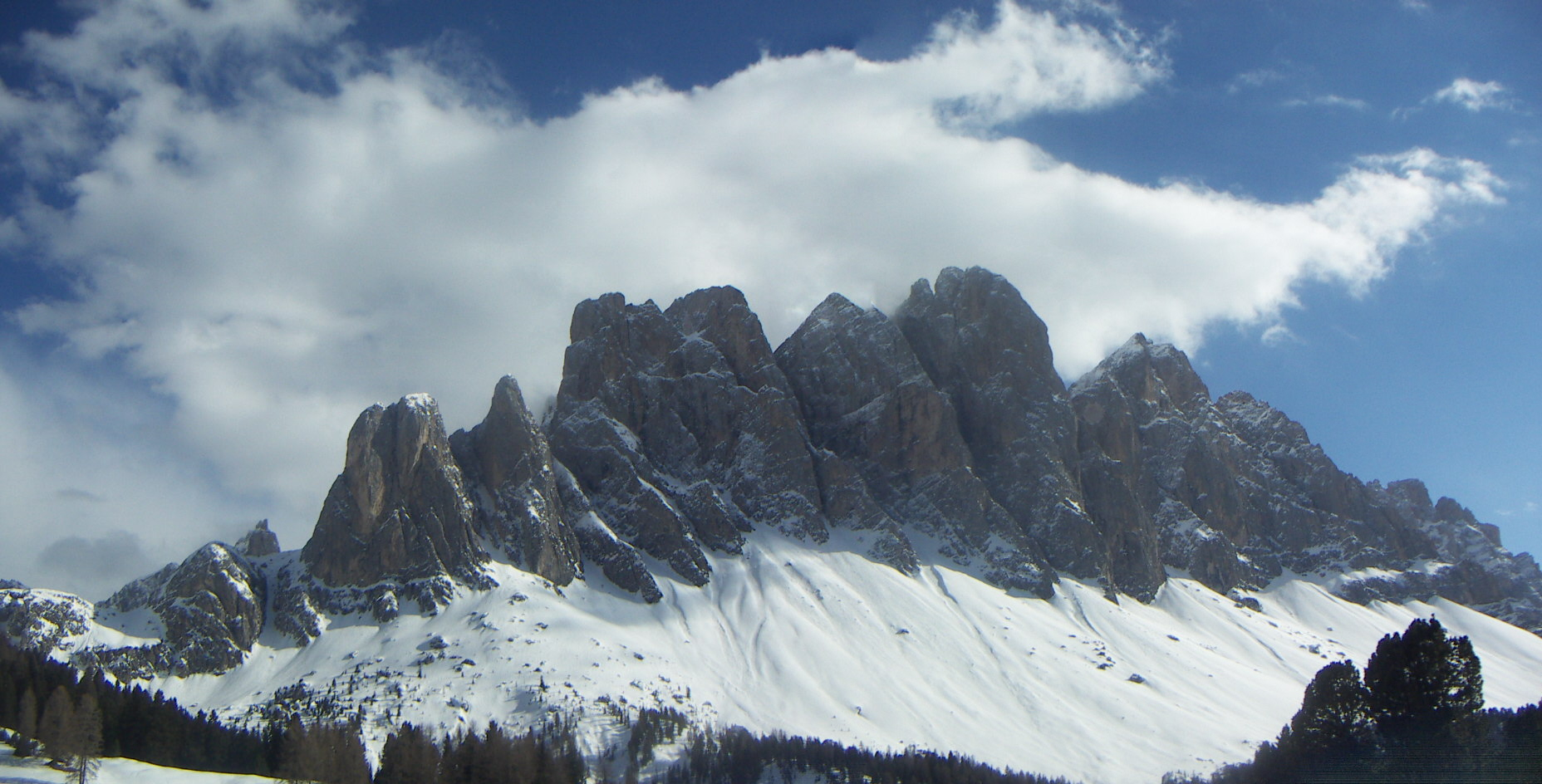
Odle di Funes
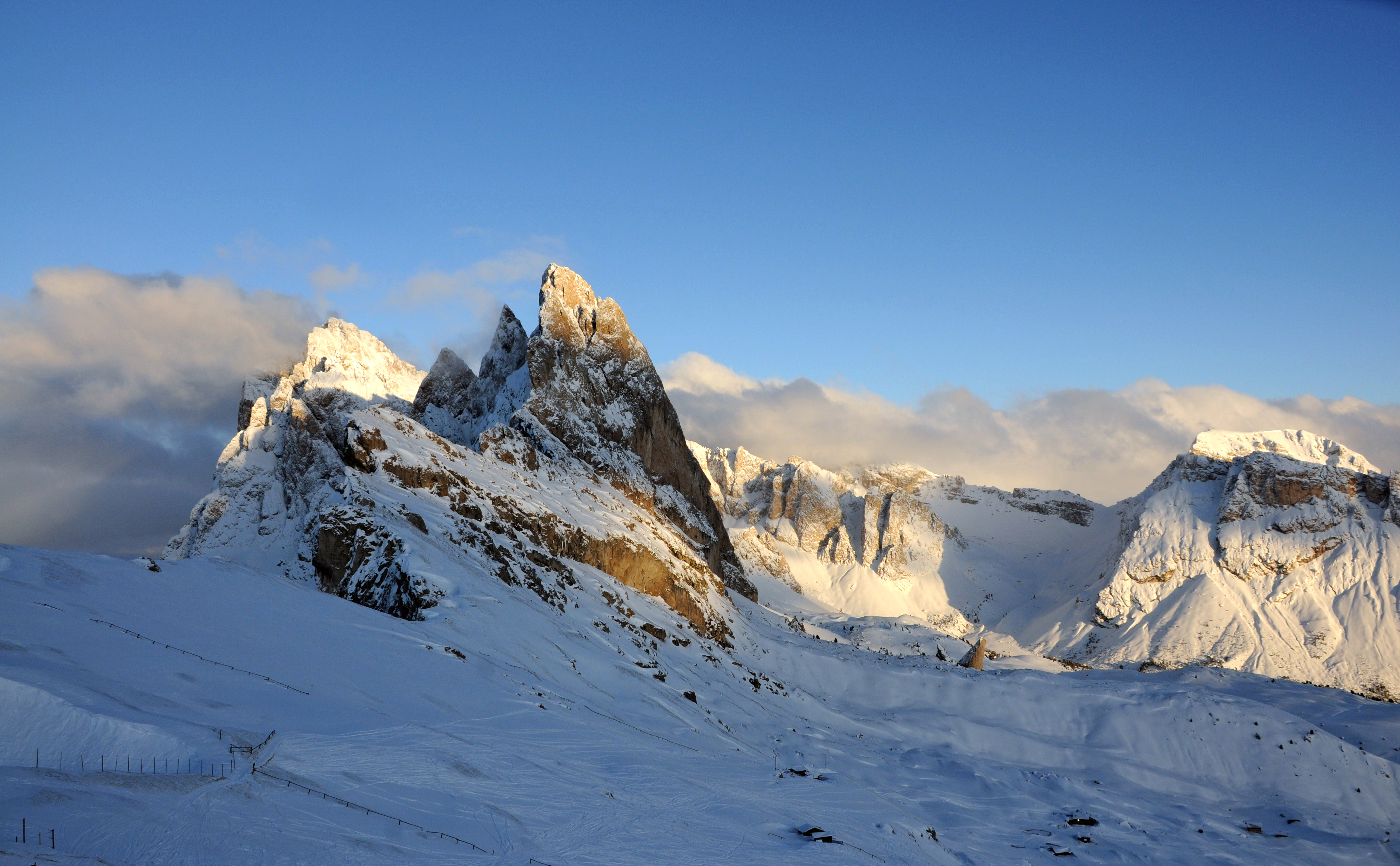
Le Odle viste dal Seceda
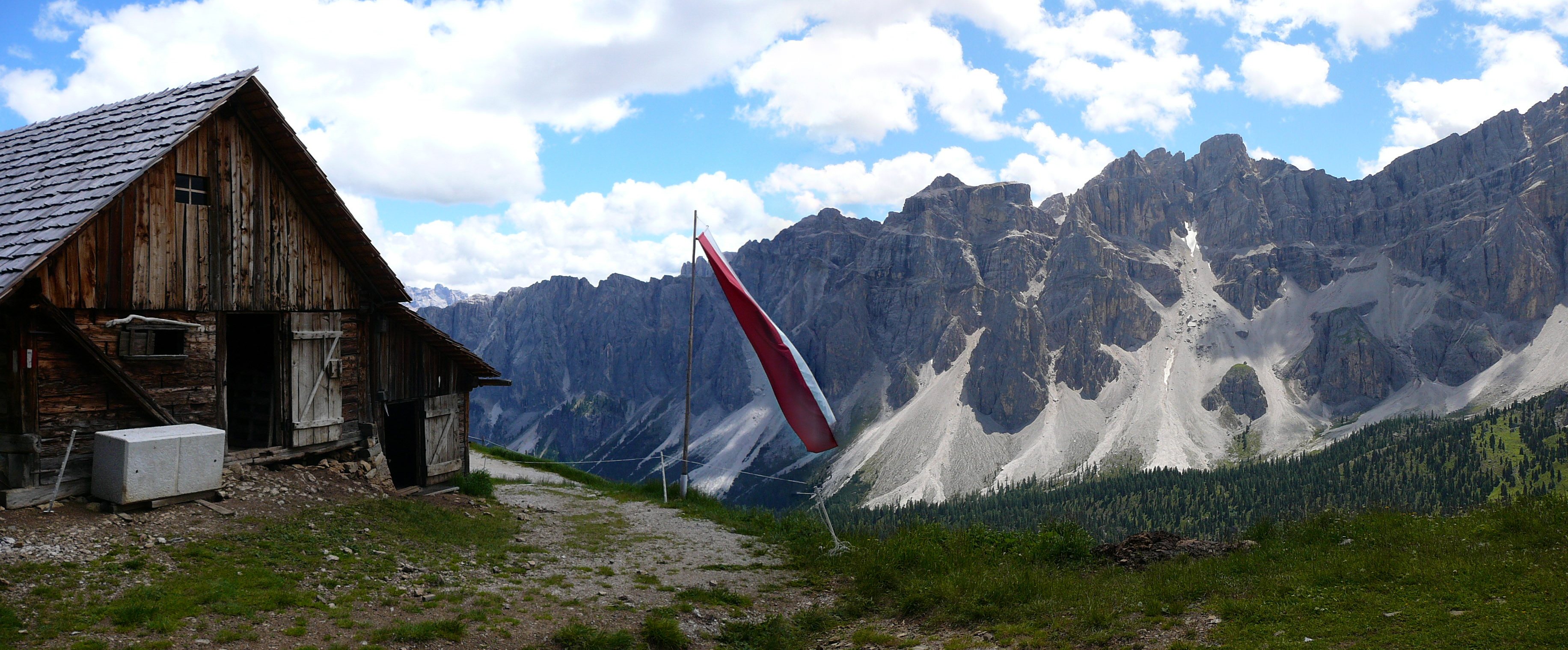
Una vista del gruppo del Puez
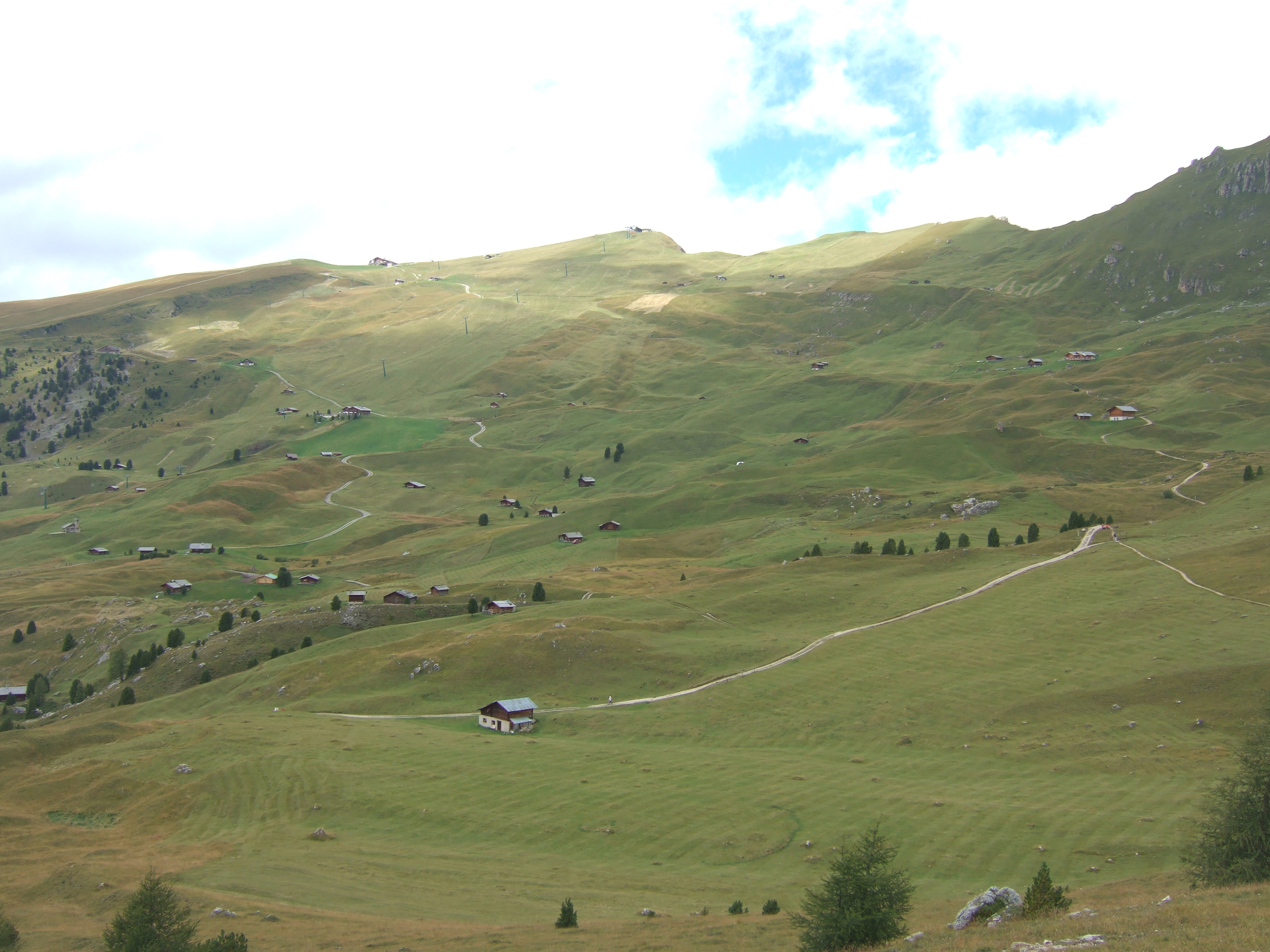
Vista estiva dei prati in quota nel Parco delle Puez Odle, sullo sfondo la cresta di vetta.
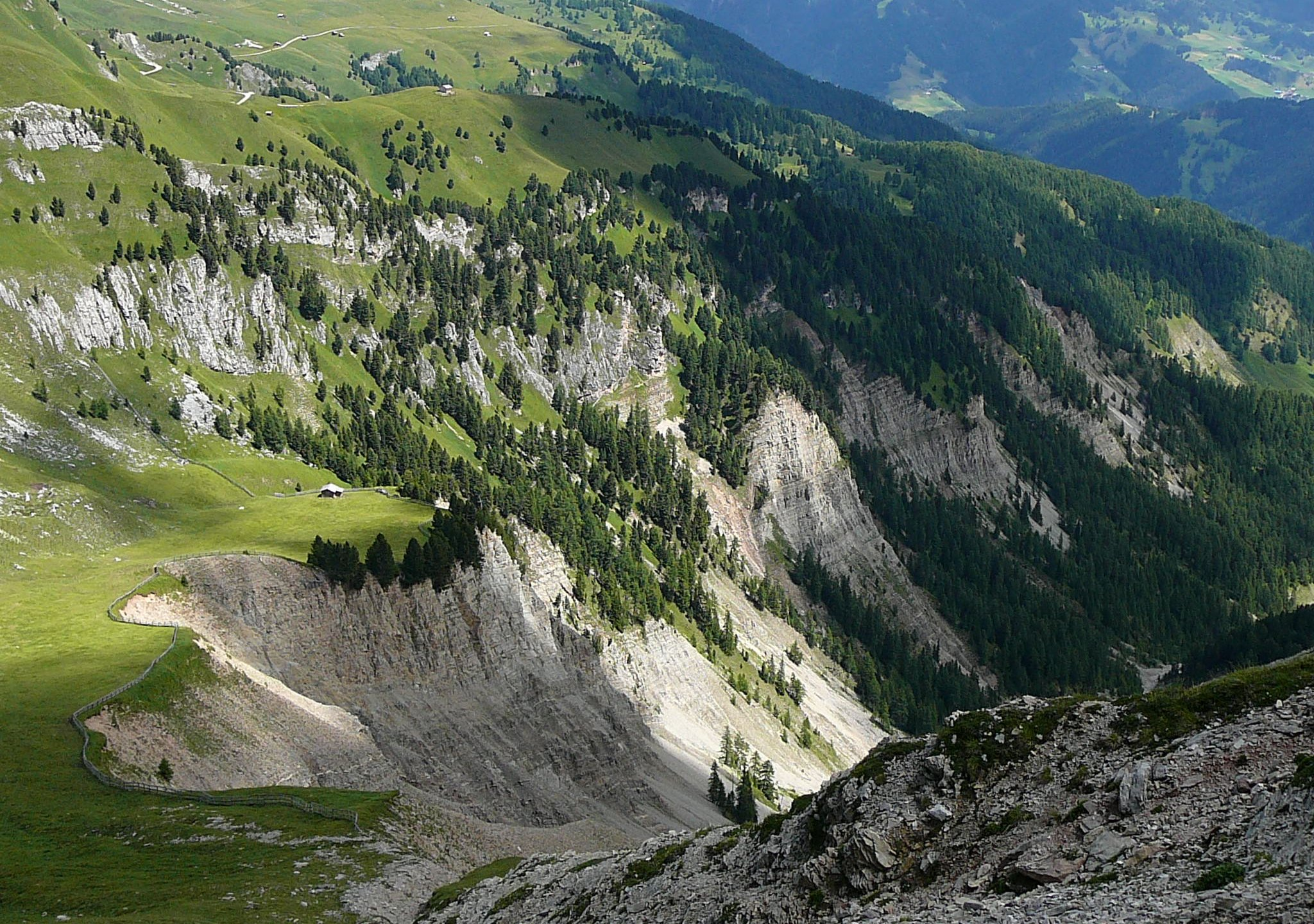
Vista di una piccola, ma suggestiva, vallata (in direzione di Longiarù)
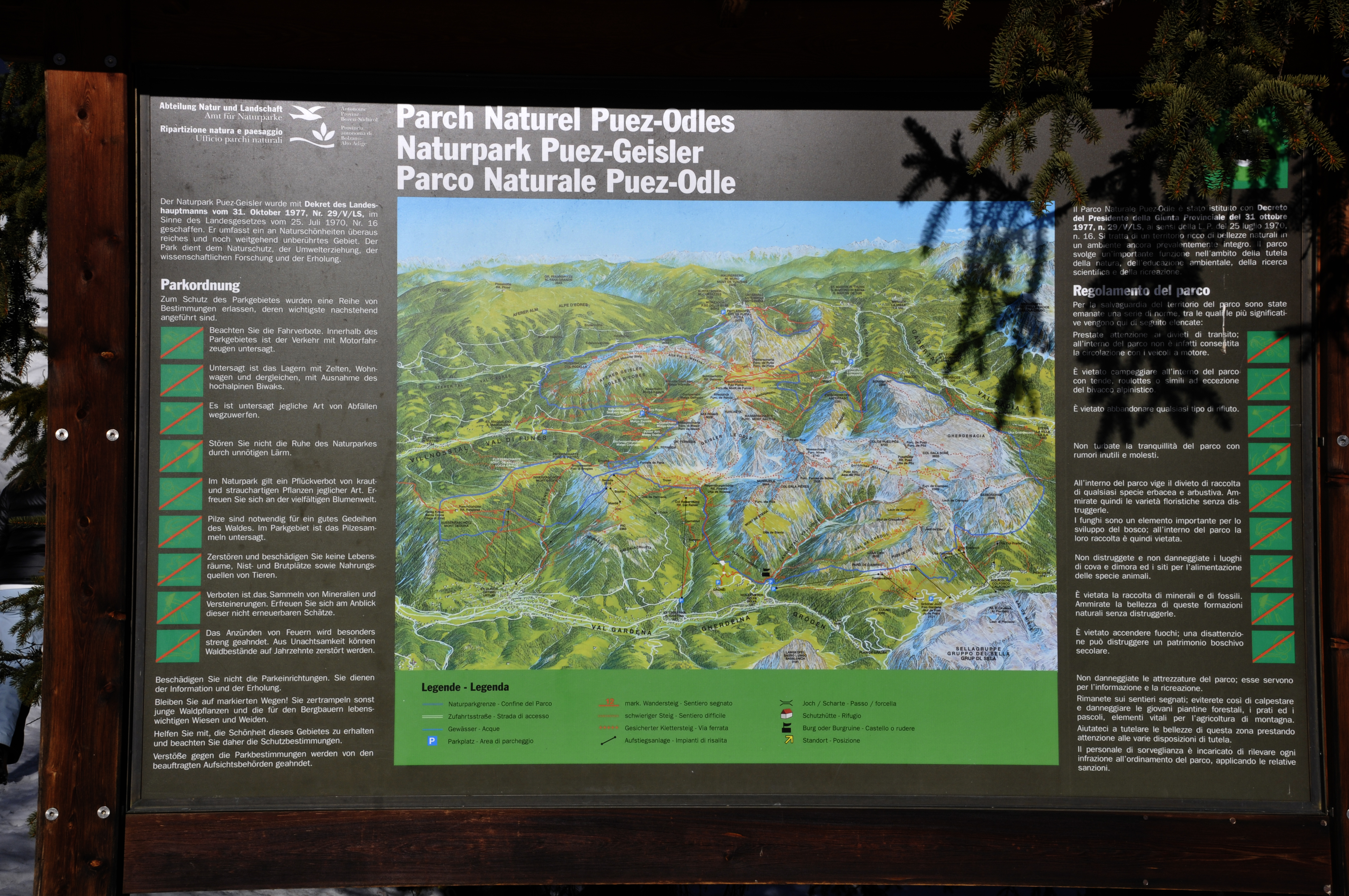
Tabella e mappa del parco